# Lintot-les-Bois
Lintot-les-Bois è un comune francese di 187 abitanti situato nel dipartimento della Senna Marittima nella regione della Normandia.

## Società

### Evoluzione demografica
Abitanti censiti